# Perkebunan Aek Pamingke
Perkebunan Aek Pamingke is een bestuurslaag in het regentschap Labuhan Batu Utara van de provincie Noord-Sumatra, Indonesië. Perkebunan Aek Pamingke telt 4141 inwoners (volkstelling 2010).